# The End (Alien Army)
The End è un album del 2003 degli Alien Army.

## Tracce
1. Intro - (Composition: Skizo-Inesha scratches: Zak-Tayone) 01:02
2. Daily nightmares - (Composition: Tayone-Skizo-Inesha scratches: Tayone-Skizo-Inesha) 03:51
3. Destroy - (Composition: Skizo scratches: Skizo) 02:52
4. 40 Degrees of revolution - (Composition: Micro Metz scratches: Micro Metz) 03:15
5. Help me I'm falling - (Composition: Skizo scratches: Skizo) 03:15
6. Scratchoetry - (Composition: drums by skizo-Tayone scratches: Tayone) 03:47
7. Let u all know - (Composition: Skizo scratches: Zak) 00:52
8. Fresh confidence - (Composition: Tayone-Zak scratches: Tayone-Zak) 04:21
9. The terrible invasion pt.1 feat. Dj Radar - (Composition & scratches: Tayone-Zak-Micro Metz-Skizo-Radar-Type 10) 04:18
10. Magnetical chemistry - (Composition: Micro Metz- Type 10 scratches: Micro Metz- Type 10) 03:26
11. We keep things rolling - (Composition: Skizo-Marco Bovi (guitar)  scratches: Tayone) 01:02
12. Thronic Harmonic - (Composition: Type 10 scratches: Type 10) 03:55
13. Tales from the dark side pt.2 - (Composition: Inesha scratches: Inesha) 03:27
14. Sorry wrong number - (Composition: Skizo-Inesha scratches: Skizo-Inesha) 03:57
15. The classic feat. Dj Gruff - (Composition: Skizo-Tayone-Zak-Gruff-Inesha-Nicola Negrini (stand bass)  scratches: Skizo-Tayone-Zak-Gruff- drums by Inesha) 04:22
16. Phrases in my mind - (Composition: Skizo-Dada scratches: Inesha) 03:19